# Crist crucificat (Velázquez)
El Crist crucificat o Crist de San Plácido, és una pintura a l'oli sobre llenç de Diego Velázquez, conservada al Museu del Prado des de 1829. Durant el seu primer viatge a Itàlia entre 1629 i 1630, Velázquez va poder estudiar les obres dels grans mestres. Els seus estudis del nu a partir d'obres clàssiques es posaran de manifest en La farga de Vulcà i La túnica de Josep, pintades allà. Aquests estudis haurien possibilitat el magistral nu d'aquest quadre, per la fusió que demostra de serenitat, dignitat i noblesa. És un nu frontal, sense el suport d'escena narrativa, amb el qual Velázquez fa una demostració de mestratge i aconsegueix que l'espectador pugui captar la bellesa corporal i la serena expressió de la figura. Per la seva espiritualitat i misteri aquesta obra va inspirar a l'escriptor i filòsof espanyol Miguel de Unamuno un extens poema titulat «El Cristo de Velázquez».

## Composició
Velázquez va pintar un Crist apol·lini, de dramatisme contingut, sense carregar l'accent en la sang -encara que originalment aquesta era més visible que actualment- i que, tot i mort, no s'ha desplomat, evitant la tensió en els braços. Crist apareix subjectat per quatre claus, segons les recomanacions iconogràfiques del seu sogre Francisco Pacheco, a una creu de travessers allisats, amb els nusos de la fusta que sobresurten, títol en hebreu, grec i llatí, i un reposapeus sobre el qual aquests s'assenten fermament. La creu es recolza sobre un petit turó sorgit a la llum després de la darrea restauració de l'oli. Sobre un fons gris verdós en el qual es projecta l'ombra del crucificat il·luminat des de l'esquerra. El cos es modela amb abundant pasta, estesa amb soltesa, insistint en el modelatge i en la il·luminació. En algunes parts el pintor va "esgarrapar" amb la punta del pinzell la pasta encara humida, aconseguint una textura especial, com es veu al voltant de la cabellera caiguda sobre les espatlles. Igual que en els nus de La farga de Vulcà, les ombres s'obtenen repassant amb tocs de pinzell molt diluït i del mateix color, enfosquint per zones irregulars la carnació ja acabada.
Buscant la major naturalitat, en el procés d'execució de l'obra va rectificar la posició de les cames, que inicialment discorrien paral·leles, amb les cames gairebé unides, i retardant el peu esquerre va dotar a la figura de major moviment, elevant el maluc en un contrapposto clàssic que fa caure el pes del cos sobre la cama dreta. El drap de puresa (també anomenat perizoma), molt reduït i sense excés de vols, a fi de posar l'accent en el cos nu, és la part més empastada del quadre, amb efectes de llum obtinguts mitjançant tocs de blanc de plom aplicats sobre la superfície ja acabada. El cap té un estret halo lluminós que sembla emanar de la mateixa figura, el rostre apareix caigut sobre el pit deixant veure bastant els seus trets i faccions nobles. El nas és recte. Més de la meitat de la cara està coberta pels cabells llargs que cauen llisos i en vertical.

## Iconografia dels quatre claus
Francisco Pacheco, mestre i sogre de Velázquez, va defensar la pintura del Crucificat amb quatre claus en una carta datada el 1620 i recollida després, amb una altra de Francisco de Rioja un any anterior, en el seu tractat de El arte de la pintura. Pacheco, emparat en argumentacions històriques subministrades per Francisco de Rioja i l'italià Angelo Rocca, bisbe de Tagasta, que el 1609 havia publicat un breu tractat sobre aquesta qüestió, juntament amb les indicacions contingudes en les revelacions a santa Brígida, sostenia la major antiguitat i autoritat de la pintura de la crucifixió amb quatre claus enfront de la més estesa representació del Crucificat subjecte a la fusta amb només tres claus, amb un peu creuat sobre l'altre. Francisco de Rioja citava per extens a Lucas de Tuy, aferrissat enemic dels heretges de Lleó, als que confonia amb els càtars o albigesos, qui encara al començament del segle xiii sostenia a De altera vita fideique controverssis adversus Albigensum errores, que el costum de representar Crist a la creu amb tres claus era d'origen maniqueu i que havia estat introduïda a la Gàl·lia pels albigesos i a Lleó per un francès de nom Arnau. Per Lucas de Tuy la crucifixió amb tres claus havia estat adoptada per minorar la reverència deguda al crucificat, oposant-se per això fermament a aquesta manera de representació.
Després de ser introduït a Itàlia per Nicola Pisano el tipus gòtic de la crucifixió amb tres claus, Gretsero va atribuir també aquesta invenció, que condemnava, als artistes francesos, els qui l'haurien adoptat per donar més vivacitat a les seves imatges. En qualsevol cas, a partir del segle xiii el model es va imposar per tot arreu, unit a la tipologia del Crucificat gòtic dolorós, fins a fer oblidar la crucifixió amb quatre claus, i quan Pacheco va voler recuperar el model antic va haver de defensar-se contra l'acusació d'introduir novetats. En defensa de la seva proposta Pacheco parlava d'un model fos en bronze portat a Sevilla per l'argenter Joan Baptista Franconio i que ell mateix havia policromat, que reproduïa el Crist de Giacomo del Duca inspirat en els coneguts dibuixos del seu mestre Miquel Àngel, actualment al Museu Arqueològic Nacional de Nàpols. Com també recordava Pacheco, el model, que presenta a Crist mort, amb el cap caigut i subjecte a la creu amb quatre claus, creuades les cames i sense subjecció de reposapeus, amb l'efecte de tibar el cos i allargar el cànon sense trencar la simetria, va ser el seguit per Martínez Montañés en el seu popular Cristo de la Clemencia de la Catedral de Sevilla. Pacheco va trobar en Francisco de Rioja a l'erudit que avalés la representació amb quatre claus, que ell venia defensant a la vista del model miquelangelesc, i va comptar també amb l'aprovació en aquest cas de Fernando Enríquez de Ribera, tercer duc d'Alcalá, amb qui havia polemitzat sobre el títol de la creu. El 1619 Rioja li va escriure, encertadament, que aquesta forma restituïa l'ús antic. Però alhora Rioja lloava el resultat en l'ordre estètic d'aquesta elecció, com subratllava també Lucas de Tuy, doncs de manera natural conduïa a mostrar a Crist com si estés dret sobre el reposapeus, «sin torcimiento feo, o descompuesto, así, como convenía a la soberana grandeza de Cristo nuestro Señor». Per això, encara que en un Calvari de 1638, en col·lecció particular, encara va pintar el Crist amb quatre claus i amb les cames creuades, Pacheco havia de preferir un model diferent a l'ofert per Miquel Àngel, prenent-lo, segons deia, d'un dibuix d'Albrecht Dürer que havia pogut veure en un llibre que va ser de Felip II i que no ha pogut ser localitzat, amb les cames paral·leles i fermament assentats els peus al reposapeus, encara que de la seva aplicació resultin efectes escassament dinàmics i, per tant, exempts dels recargolaments manieristes i del patetisme barroc.
És aquest també el model seguit per Velázquez, encara que per aconseguir major naturalitat a la figura farà que el pes del cos caigui sobre la cama dreta amb un lleu balanceig del maluc. Amb tot, la comparació amb els models de Pacheco, que dota als seus Crists de quatre claus de l'aparença d'una reconstrucció arqueològica, permet establir diferències més acusades que aquesta entre el mestre i el seu deixeble. Pacheco s'esforça a pintar músculs i tendons, mentre que Velázquez pinta delicadament l'epidermis masegada a través de la qual l'esquelet i la massa muscular que l'envolta només es perceben en forma d'ombres discontínues. El seu cos és verídic, massa humà segons s'ha dit, i per això el seu martiri i mort també ho són. Tant com la seva solitud, imatge sagrada sense context narratiu, de la qual neix la seva forta càrrega emotiva i el seu contingut devocional doncs, estant sol Crist, l'espectador també és deixat sol davant del crucificat.

## Història
El quadre va ser descrit per Antonio Palomino com un Crist crucificat difunt, de mida natural, «que és a la clausura del Convento de Sant Plácido d'aquesta Cort; encara que n'hi ha un altre a la Buena Dicha, que és còpia molt puntual, a l'altar primer de mà dreta, com s'entra a l'església, i un i altre estan amb dos claus en els peus sobre el reposapeus, seguint l'opinió del seu sogre, sobre els quatre claus». De la clausura -en lloc indeterminat- va passar a la sagristia construïda entre 1655 i 1685 juntament amb la nova església del convent de monges benedictines del Convento de San Plácido (Madrid), on el van veure Antonio Ponz i Juan Agustín Ceán Bermúdez. Poc després de 1804 el va comprar al convent Manuel Godoy, passant després a possessió de la seva esposa, la comtessa de Chinchón. El 1826, durant el seu exili a París, la comtessa va posar el quadre en venda, sense èxit, passant a la seva mort el 1828 al seu cunyat el duc de San Fernando de Quiroga, qui el va regalar a Ferran VII, entrant finalment al Museu del Prado el 1829.
La data de la seva execució és controvertida. Palomino parla d'ell després del retrat del duc de Mòdena, que va visitar Madrid el 1638, data admesa per Aureliano de Beruete i Moret. Consta a més documentalment que entre 1637 i 1640 el Protonotari d'Aragó Jerónimo de Villanueva, a qui se suposa autor de l'encàrrec, va fer donació d'algunes pintures al convent de San Plácido. No obstant això, el fort ennegriment de la superfície del quadre, atribuït a l'ús de betum, va fer pensar a crítics com Enrique Lafuente Ferrari i Elizabeth du Gué Trapier que podria haver estat pintat en data anterior al primer viatge a Itàlia de 1629, encara que per motius estilístics la major part de la crítica sol datar la seva execució immediatament després d'aquest viatge, atesa la relació amb els nus de les seves obres italianes.
El tors apareix puntualment reproduït en un altre «Cristo en la cruz» de mida petita, amb signatura i data no autògrafes «Do. Velázquez fa 1631», conservat al Museu del Prado, viu, amb el cap elevat, els braços en tensió i sobre un fons de paisatge.

## Hipòtesi sobre l'encàrrec de l'obra
El convent de religioses de la Encarnación Benita de Madrid, conegut comunament com a San Plácido, va ser fundat el 1623 per Jerónimo de Villanueva, Protonotari d'Aragó, després que la seva promesa, Teresa Valle de la Cerda, decidís entrar en religió moguda pels èxtasis místics de la seva tia, Ana Maria de Loaysa, beata amb reputació de santa. Villanueva va donar suport als propòsits de la seva promesa, fent ell mateix vot de castedat, i va pactar amb l'abadia benedictina de Sant Martí, sota l'observància de la qual posava el convent, la cessió de l'església de San Plácido, adquirint el Protonotari el bloc de cases limítrof per procedir a la fundació del convent. La primera pedra es va posar el 8 de febrer de 1624. Villanueva es va reservar el títol de patró i el privilegi de nomenar el confessor i als restants monjos encarregats d'atendre les necessitats espirituals de les monges, dotant al convent amb 20.000 ducats, dels quals es reservava 1.500 «que tengo yo de emplear en alhajar la iglesia».
Proper al Comte-Duc d'Olivares, que tindria una intensa correspondència espiritual amb Teresa Valle, Villanueva va ascendir de forma fulgurant a la Cort: premiat el 1627 amb un hàbit de l'Orde de Calatrava, el mateix any va ser nomenat secretari del Despacho Universal, càrrec que li permetia tractar directament amb el rei, Secretari d'Estat el 1630, membre dels Consells de guerra i de Croada i finalment administrador dels comptes de les despeses secretes. En aquesta funció li va correspondre encarregar-se dels pagaments i l'adquisició d'obres d'art per al Palau del Buen Retiro, entre elles algunes pintures comprades a Velázquez. Pels mateixos anys, entre 1632 i 1639, va realitzar diverses obres d'adaptació i ampliació del convent de San Plácido, al qual va donar algunes obres d'art i, molt probablement, el Crist crucificat. El motiu de l'encàrrec, però, i encara que perfectament podria explicar-se per aquesta continuada funció de patronatge exercida per Villanueva, ha estat objecte de diverses i «peregrines teories».
Segons Jonathan Brown el quadre hauria estat encarregat a Velázquez per Jerónimo de Villanueva en relació amb el procés inquisitorial en què es trobava immers des del 1628 juntament amb les monges del convent, i que hauria conclòs quan «el 1632 se li va ordenar complir una penitència simbòlica com a únic càstig a la seva suposada intervenció en els fets», circumstància que «podia haver estat una bona ocasió per encarregar un quadre de Crist crucificat com a peça votiva i de prova de bona fe». Però en realitat no va haver-hi tal càstig. Els fets objecte de les indagacions inquisitorials, una barreja d'anhels místics i histèria col·lectiva per la qual moltes de les monges del convent creien rebre revelacions dels dimonis anunciant la reforma de l'església, al que se sumaven els excessos sensuals del principal implicat, el capellà fra Francisco García Calderón, nomenat prior per Villanueva, van començar a ser investigats pel Sant Ofici de la Inquisició el 1628, amb les detencions i processos de fra Francisco, doña Teresa, bona part de les monges del convent i algun altre religiós de San Martín. Villanueva va ser encausat, per les notícies que pogués tenir d'aquells successos i per haver donat crèdit als dimonis en les profecies amb ell relacionades, però el 1630, quan es van dictar sentències de reclusió per a les monges i religiosos implicats -a perpetuïtat per fra Francisco García-, la causa contra Villanueva es va deixar en suspens. Dos anys després, el 7 de gener de 1632, el mateix Villanueva va presentar un escrit d'autodelació, buscant reobrir la causa per tal de clarificar la seva situació. L'escrit, que contenia en realitat una defensa de la seva actuació, va ser estudiat per quatre qualificadors del Sant Ofici, que van considerar unànimement que Villanueva no mereixia censura, ja que no havia pecat obrant amb bona fe al deixar-se guiar pel seu director espiritual, i en conseqüència el 30 de juny el Consejo de la Suprema va decretar que «pel que fa a aquest subjecte, no pertoca al Sant Ofici el procedir en aquesta causa, per no tenir qualitat d'ofici», cosa que equivalia a la seva lliure absolució. El procés a Villanueva, amb òbvies implicacions polítiques, havia de reobrir-se, no obstant, el 1643, després de la caiguda en desgràcia del Comte-Duc d'Olivares i quan ja el procés a les monges havia estat sotmès a revisió el 1638, de la qual van sortir exculpades i restablertes en el seu crèdit, i no es tancaria fins diversos anys després de la mort del Protonotari, ocorreguda el 1653, en haver apel·lat a Roma i creat amb això un complex conflicte de competències.
Menys fonament té la llegenda que tracta d'explicar la pintura del Crist crucificat com un encàrrec de Felip IV en expiació pels seus enamoriscaments amb una monja de l'esmentat convent, de la qual li hauria parlat Villanueva facilitant-li l'accés. La llegenda apareix recollida en un libel tardà, dirigit contra el Comte-Duc i el Protonotari d'Aragó, titulat Relación de todo lo suzedido en el casso del Convento de la Encarnación Benita. El libel afirmava, barrejant mitges veritats i mentides, que van ser aquests amors, en arribar al coneixement de l'Inquisidor General, els que van conduir a Villanueva a les presons inquisitorials de les quals va sortir, després de ser reclamada la causa des de Roma, amb obligació de complir algunes lleus penitències i amb ordre del rei de no parlar mai d'aquests successos.
D'altra banda, Rodríguez G. de Ceballos, que va analitzar aquesta llegenda, va pensar, reprenent una idea de Carl Justi, que l'origen del llenç podria estar en els actes de desgreuge organitzats a Madrid amb motiu del sacrilegi comès contra un crucifix, del qual van ser acusats diversos criptojueus portuguesos condemnats en un Acte de fe celebrat el juliol de 1632 en presència dels reis. Després del suplici dels judaïtzants van ser nombrosos els actes de desgreuge promoguts pel rei i per les parròquies, i es van crear algunes confraries sota l'advocació del Crist de les injúries, edificant sobre el solar de l'habitatge on havien tingut lloc els fets un temple expiatori regit pels caputxins, en quin projecte va prendre part activa Villanueva.